# Carl H. Jark
Carl Henry Jark (* 13. Juni 1905 in Leigh, Colfax County, Nebraska; † 22. März 1984 in San Antonio, Bexar County, Texas) war ein Generalleutnant der United States Army. Er war unter anderem Kommandeur der 4. Armee.
Carl Jark war ein Sohn von Robert William Jark (1877–1952) und dessen Frau Clara Sophia Huckfeldt (1883–1964). Der Vater war auf Rügen geboren und später in die Vereinigten Staaten ausgewandert. Carl Jark besuchte die öffentlichen Schulen seiner Heimat.
In den Jahren 1925 bis 1929 durchlief er die United States Military Academy in West Point. Nach seiner Graduation wurde er als Leutnant der Feldartillerie zugeteilt. In der Armee durchlief er anschließend alle Offiziersränge vom Leutnant bis zum Drei-Sterne-General. Jark gehörte Ende der 1920er Jahre zu den besten Diskuswerfern weltweit.
In seinen jüngeren Jahren absolvierte Jark den für Offiziere in den niederen Rangstufen üblichen Dienst in verschiedenen Einheiten und Standorten in den Vereinigten Staaten. Dazu gehörten auch Aufgaben als Stabsoffizier in verschiedenen Hauptquartieren. Im Juli 1941 wurde er Leiter der Officer Candidate School in Fort Sill in Oklahoma. Während des Zweiten Weltkriegs diente er im Stab der Artillerie der 63. Infanteriedivision. Dabei war er auf dem europäischen Kriegsschauplatz in Frankreich und später in Deutschland eingesetzt.
Nach dem Krieg setzte er seine militärische Laufbahn fort. Jark war unter anderem Stabschef einer Einheit auf den Philippinen und Stabsoffizier der Artillerie der 8. Armee in Japan. Im Jahr 1952 erhielt er das Kommando über die Artillerie der 1. Kavalleriedivision, mit der er am Koreakrieg beteiligt war. Später war er in Deutschland unter anderem Stabsoffizier bei der 7. Armee in Stuttgart, die damals noch nicht mit der United States Army Europe (USAREUR) verschmolzen war.
Danach wurde er nach Südkorea versetzt, wo er zwischen Juni 1956 und September 1957 die 7. Infanteriedivision kommandierte. Anschließend wurde er in das Verteidigungsministerium der Vereinigten Staaten versetzt, wo er der Abteilung zur Verbindung mit der NATO angehörte (Deputy to the U.S. Representative on the Military Committee and Standing Group of NATO). Ende 1959 wurde Carl Jarks Leiter der Stabsabteilung für Operationen (J-3) beim USEUCOM, dessen Hauptquartier sich damals in der Nähe von Paris befand. Anschließend erhielt er im Jahr 1962 den Oberbefehl über die 4. Armee in Fort Sam Houston in Texas. In dieser Funktion löste er Donald Prentice Booth ab. Nachdem er im Jahr 1964 sein Kommando an Robert W. Colglazier übergeben hatte, ging Carl Jark in den Ruhestand.
Er verbrachte seinen Lebensabend in San Antonio, in dessen Nähe sich auch der Stützpunkt Fort Sam Houston befindet. Dort verstarb er am 24. März 1984 und wurde auf dem Fort Sam Houston National Cemetery beigesetzt.

## Orden und Auszeichnungen
Carl Jark erhielt im Lauf seiner militärischen Laufbahn unter anderem folgende Auszeichnungen:
- Army Distinguished Service Medal
- Legion of Merit
- Bronze Star
- Army Commendation Medal